# گامستیکس
گامستیکس (انگلیسی: Gumstix) شرکت سخت‌افزار آمریکایی است، که در سال ۲۰۰۳ تأسیس شد.